# 野登トンネル

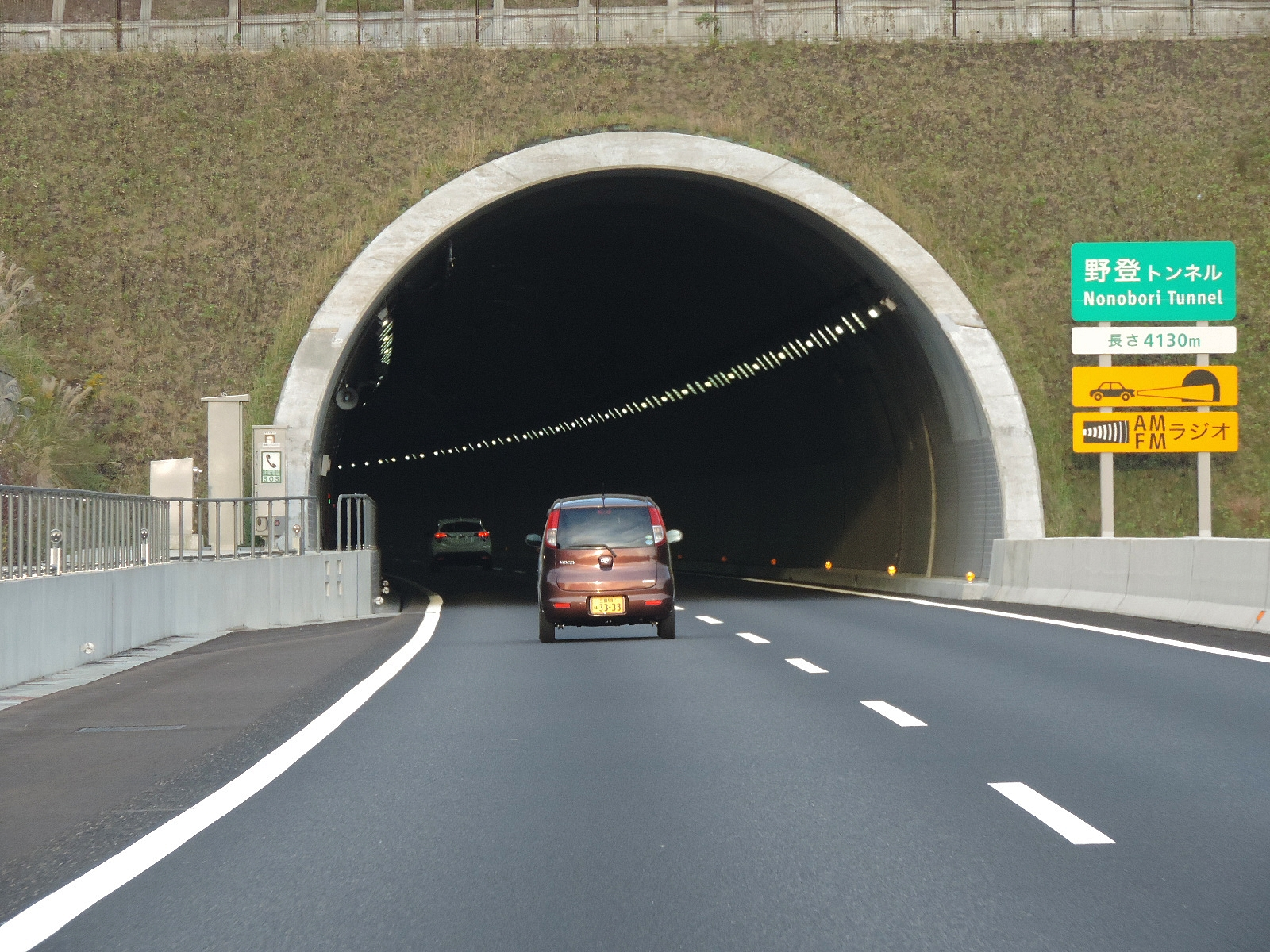
野登トンネル（亀山市側入口）

野登トンネル（ののぼりトンネル）は、三重県鈴鹿市にある新名神高速道路のトンネルである。新名神高速道路では、箕面トンネルに次いで長い。

## 概要
- 長さ
  - 上り線 4,131 m
  - 下り線 4,137 m

長さ約4.1kmの長大トンネルであるが、隣接する鈴鹿トンネル（長さ：約4km）と違って、県境・市境ともにない。また、片側3車線の幅がある鈴鹿トンネルと違って、片側2車線と幅が狭い。